# Myxoxanthophyll
Myxoxanthophyll ist ein sauerstoffhaltiges Carotinoid oder Xanthophyll. Das Glycosid setzt sich aus dem Carotinalkohol Myxol und einem Monosaccharid – meist L-Chinovose, manchmal 2,4-Dimethyl-L-Fucose – zusammen und kommt bei Cyanobakterien neben anderen Carotinoiden wie Zeaxanthin oder Echinenon in deren Membranen vor.
Myxoxanthophyll wurde in sehr vielen bisher untersuchten Cyanobakterien in Mengen von 9 bis 42 % Anteil an allen Carotinen und Carotinoiden gefunden. In anderen photosynthetisch aktiven Bakterien und Algen wurde es bisher nicht nachgewiesen.
Die Biosynthese des Aglycons Myxol geschieht wie bei allen Tetraterpenen aus zwei Einheiten Geranylpyrophosphat über Phytoin und Lycopin. Das Glycon L-Chinovose kommt nur hier in der L-Form vor.
Das Myxoxanthophyll ist normalerweise in der Zellwand und anderen Membranen der Cyanobakterien lokalisiert und mitverantwortlich für deren Färbung. Nach Untersuchungen an Synechocystis ist es auch für die korrekte Funktion der Thylakoid-Membranen in Chloroplasten notwendig. Weiterhin scheint Myxoxanthophyll – ähnlich wie das verwandte Zeaxanthin in höheren Pflanzen – eine Schutzfunktion für den Photosyntheseapparat zu besitzen.